# Gaudium et Spes
Gaudium et Spes (с лат. — «Радость и надежда») — пастырская конституция Второго Ватиканского собора Католической церкви. Полное название — Пастырская конституция о Церкви в современном мире «Gaudium et Spes». Утверждена папой Павлом VI 7 декабря 1965 года, после того как она была одобрена на соборе. За финальный вариант конституции высказалось 2 307 участников собора, против — 75. Своё название получила по принятой в католицизме практике по своим двум первым словам.
Документ такого рода не планировался перед созывом собора, однако идея издания конституции о Церкви в современном мире возникла уже в ходе заседаний собора. В течение первых трех сессий Собора этот документ носил условное наименование «Схема XIII», впоследствии получил своё нынешнее название. Главными инициаторами его создания стали папа Иоанн XXIII и два кардинала: Джованни Баттиста Монтини (ставший между первой и второй сессиями папой Павлом VI) и Леон-Жозеф Сюэнан. Значительную роль в подготовке документа сыграл Кароль Войтыла, будущий папа Иоанн Павел II.
Gaudium et Spes стала своего рода ответом Церкви на быстрые изменения в общественном порядке и новые вызовы, которые принёс XX век, такие как рост атеизма, секуляризма, появление социалистических стран, ужасы мировых войн. В результате конституция стала одним из самых спорных и горячо обсуждаемых документов собора. В октябре 1964 года на четвертой неделе работы третьей сессии Собора была предпринята попытка исключить этот документ из повестки Собора, даже многие сторонники документа признали, что он нуждается в серьезной доработке. К 14 сентября 1965 года, дню созыва четвертой сессии, проект документа был подготовлен уже в новой редакции, в него было внесено значительное число поправок. Этот вариант и лёг в основу финальной редакции. В подготовке документа активное участие принял ряд видных богословов: Ив Конгар, Анри де Любак, Жан Даниэлу и другие. Финальный вариант конституции стал одним из самых обширных  соборных документов. После выхода получил ряд критических отзывов.

## Структура
Конституция Gaudium et Spes состоит из 93 статей. Основной текст поделён на две части и предваряется вступлением и вводной частью. Первая часть состоит из четырёх глав, вторая из пяти.
1. Вступление (статьи 1-3)
2. Вводная часть — «О положении человека в современном мире» (статьи 4-10)
3. Первая часть — «О Церкви и о призвании человека» (статьи 11-45)
  1. О достоинстве человеческой личности (статьи 12-22)
  2. О человеческом сообществе (статьи 23-32)
  3. О человеческой деятельности во всём мире (статьи 33-39)
  4. О служении Церкви в современном мире (статьи 40-45)

1. Вторая часть — «О некоторых наиболее насущных проблемах» (статьи 46-93)
  1. О поддержании достоинства брака и семьи (статьи 47-52)
  2. О необходимом содействии прогрессу культуры (статьи 53-62)
    1. О положении культуры в современном мире (статьи 54-56)
    2. О некоторых принципах надлежащего развития культуры (статьи 57-59)
    3. О некоторых наиболее настоятельных обязанностях христиан по отношению к культуре (статьи 60-62)

  3. Об экономической и общественной жизни (статьи 63-72)
    1. Об экономическом развитии (статьи 64-66)
    2. О некоторых принципах, руководящих всей экономической и общественной жизнью (статьи 66-72)

  4. О жизни политического сообщества (статьи 73-76)
  5. О поддержании мира и о содействии международному сообществу (статьи 77-93)
    1. О предотвращении войны (статьи 79-82)
    2. О созидании международного сообщества (статьи 83-93)

## Содержание
Конституция Gaudium et Spes стала одной из четырёх конституций Второго Ватиканского собора и одним из наиболее важных документов, принятых на нём. Она суммирует католическое учение о взаимоотношении Церкви и современного общества, подробно разбирает церковное видение места человека в современном мире, в особенности экономические, культурные и социальные аспекты человеческой жизни. Конституция подробно останавливается на вопросах общественного прогресса, борьбы за мир, участия христиан в политике. В конституции затрагиваются вопросы о поддержании достоинства брака и семьи и о содействии Церкви культурному прогрессу человечества.
Первая часть посвящена человеческой личности и обществу. Конституция гласит: «Ибо по своей внутренней природе человек — существо социальное, и вне отношений с другими людьми он не может ни жить, ни развивать своих дарований». В первой части также формулируется современное учение Церкви по отношению к инакомысящим и атеистам:
Уважение и любовь должны распространяться также и на тех, кто в вопросах социальных, политических и даже религиозных думает или поступает отлично от нас, ибо, чем глубже мы будем с гуманностью и любовью вникать в их образ мышления, тем легче будет нам вступить с ними в общение. Но, конечно, эта любовь и благосклонность ни в коем случае не должна делать нас равнодушными к истине и добру
Однако она (Церковь) стремится постичь причины отрицания Бога, кроющиеся в мышлении атеистов, и, сознавая значительность вопросов, поднимаемых атеизмом, руководствуясь любовью ко всем людям, считает, что эти причины следует подвергнуть серьёзному и глубокому рассмотрению... Церковь, даже полностью отвергая атеизм, искренне исповедует, что все люди — и верующие, и неверующие — должны содействовать надлежащему созиданию того мира, в котором они вместе живут; а это, несомненно, не может произойти без искреннего и мудрого диалога
Во второй части разбираются пять конкретных вопросов, наиболее актуальных, по мнению отцов Собора, в связи с темой взаимоотношения Церкви и современного общества: поддержание достоинства брака и семьи, содействие развитию культуры, экономическая и общественная активность, участие христиан в политике и вклад Церкви в поддержание мира и деятельность международного сообщества.
Церковь заявляет о поддержке института брака, как богоустановленного союза мужчины и женщины, отрицает «полигамию, поветрие разводов, так называемую свободную любовь и другие отклонения». Категорически осуждаются аборт и детоубийство как «чудовищные преступления». Вторая глава подробно останавливается на культуре в современном мире, подчёркивается роль Церкви в культурном развитии на протяжении истории и особо заявляется о признании Церковью многообразия культурных традиций современного мира:
Вместе с тем Церковь, посланная ко всем народам всех эпох и стран, не связана исключительными и нерасторжимыми узами ни с одной расой или народом, ни с какими особыми нравственными установлениями, ни с одним древним или новым обычаем. Держась своей собственной традиции и в то же время сознавая свою вселенскую миссию, она может войти в общение с различными формами культуры, благодаря чему обогащается и сама Церковь, и эти различные культуры
Третья глава с одной стороны приветствует развитие современной экономики и общественных отношений, ведущее к улучшению условий жизни, смягчению социального неравенства, сокращению бедности. Однако, в то же время выражается предостережение, что бурное развитие экономики не должно приводить к закрепощению человека и унижению достоинства его личности.
Христиане, активно участвующие в современном экономическом и общественном развитии и борющиеся за справедливость и любовь, должны быть убеждены в том, что они могут немало посодействовать благополучию человечества и миру в мире
В том, что касается участия христиан в политической жизни, конституция Собора приветствует всякую деятельность, направленную на предотвращение войн, международную миротворческую деятельность, помощь бедным и развивающимся странам. Конституция одобряет создание международных организаций, чья деятельность направлена на создание более справедливого мироустройства и призывает христиан внести свой вклад в создание более безопасного и благополучного мира.
Замечательной формой международной деятельности христиан является, несомненно, та помощь, которую они — либо поодиночке, либо объединившись друг с другом — оказывают в тех учреждениях по развитию международного сотрудничества, которые уже были основаны или подлежат основанию. Кроме того, делу созидания сообщества народов в мире и любви могут многообразно послужить различные католические международные объединения, которые надо укреплять